# Công an thành phố Hà Nội
Công an thành phố Hà Nội là cơ quan công an thành phố trực thuộc Trung ương, thuộc hệ thống tổ chức của lực lượng Công an nhân dân Việt Nam tại Hà Nội. Công an thành phố Hà Nội có trách nhiệm tham mưu cho Bộ Công an, Thành ủy, Ủy ban nhân dân thành phố Hà Nội về bảo vệ an ninh quốc gia và giữ gìn trật tự, an toàn xã hội; chủ trì và thực hiện thống nhất quản lý nhà nước về bảo vệ an ninh quốc gia, giữ gìn trật tự, an toàn xã hội trên địa bàn thành phố Hà Nội; trực tiếp đấu tranh phòng, chống âm mưu, hoạt động của các thế lực thù địch, các loại tội phạm và các vi phạm pháp luật về an ninh quốc gia, trật tự, an toàn xã hội; tổ chức xây dựng lực lượng Công an thành phố cách mạng, chính quy, tinh nhuệ và từng bước hiện đại.
Con số chính xác về quân số Công an Hà nội là: 24.519 cán bộ chiến sĩ bố trí tại 67 đơn vị, trong đó có 27 đơn vị cấp phòng có chức năng quản lý chuyên ngành, 10 phòng không có chức năng quản lý chuyên ngành và 30 công an cấp huyện. .
Theo Trung tướng Nguyễn Hải Trung - nguyên Giám đốc công an Hà Nội, quân số công an toàn Thành phố là khoảng 20.000 người.

## Quá trình phát triển
Tháng 4 năm 1946 thành lập Ty Công an Hà Nội, tiền thân là Sở Liêm Phóng Bắc bộ. Ngày 10 tháng 10 năm 1954 đổi tên thành Sở Công an Hà Nội, đến tháng 6 năm 1981 đổi tên thành Công an thành phố Hà Nội. Năm 2008, Công an thành phố Hà Nội hợp nhất với Công an tỉnh Hà Tây (cũ) thành Công an thành phố Hà Nội (mới). Bộ máy gồm có 77 đơn vị cấp cơ sở.
Tháng 8 năm 2018, thực hiện việc kiện toàn, sắp xếp tổ chức lại bộ máy theo mô hình mới, Công an thành phố Hà Nội đã cắt giảm từ 70 đầu mối cấp Phòng xuống còn 35, từ 713 đầu mối cấp Đội xuống còn 631.

## Lãnh đạo hiện nay[3]
| Chức vụ      | Họ và tên         | Cấp bậc     | Năm sinh | Quê quán                | Đảm nhiệm từ     | Ghi chú                                                         |
| ------------ | ----------------- | ----------- | -------- | ----------------------- | ---------------- | --------------------------------------------------------------- |
| Giám đốc     | Nguyễn Thanh Tùng | Trung tướng | 1968     | Xã Nghĩa Trụ, Hưng Yên  | Tháng 3 năm 2025 | Bí thư Đảng ủy                                                  |
| Phó Giám đốc | Nguyễn Ngọc Quyền | Đại tá      | 1977     | Xã Song Liễu, Bắc Ninh  | Tháng 1 năm 2025 | Phó Bí thư Đảng uỷ                                              |
| Phó Giám đốc | Nguyễn Hồng Ky    | Thiếu tướng | 1969     | Xã Mỹ Đức, Hà Nội       | Tháng 5 năm 2020 | Ủy viên BTV Đảng ủy                                             |
| Phó Giám đốc | Dương Đức Hải     | Thiếu tướng | 1977     | Xã Phúc Thọ, Hà Nội     | Tháng 7 năm 2022 | Ủy viên BTV Đảng ủy, Chủ tịch Câu lạc bộ bóng đá Công an Hà Nội |
| Phó Giám đốc | Nguyễn Thành Long | Đại tá      | 1978     | Xã Tân Thanh, Ninh Bình | Tháng 7 năm 2022 | Ủy viên BTV Đảng ủy, Thủ trưởng Cơ quan ANĐT CATP               |
| Phó Giám đốc | Nguyễn Tiến Đạt   | Đại tá      | 1978     | Xã Như Quỳnh, Hưng Yên  | Tháng 1 năm 2025 | Ủy viên BTV Đảng ủy                                             |
| Phó Giám đốc | Nguyễn Đức Long   | Đại tá      | 1979     | Xã Thiên Lộc, Hà Nội    | Tháng 6 năm 2025 | Uỷ viên BTV Đảng uỷ, Thủ trưởng Cơ quan CSĐT CATP               |
| Phó Giám đốc | Lê Văn Tuân       | Đại tá      | 1974     | Xã Tứ Mỹ, Hà Tĩnh       | Tháng 6 năm 2025 | Uỷ viên BTV Đảng uỷ                                             |

## Chức danh tư pháp hiện nay

#### Cơ quan An ninh điều tra
- Thủ trưởng: Đại tá Nguyễn Thành Long, Phó Giám đốc Công an thành phố
- Phó Thủ trưởng thường trực: Đại tá Đàm Văn Khanh[5], Trưởng phòng An ninh điều tra
- Phó Thủ trưởng: là các Phó Trưởng phòng An ninh điều tra

#### Cơ quan Cảnh sát điều tra
- Thủ trưởng: Đại tá Nguyễn Đức Long, Phó Giám đốc Công an thành phố
- Phó Thủ trưởng thường trực: Đại tá Nguyễn Xuân Trường, Chánh Văn phòng Cơ quan Cảnh sát điều tra
- Phó Thủ trưởng:

1. Đại tá Nguyễn Thế Hùng[6], Trưởng phòng Cảnh sát điều tra tội phạm về trật tự xã hội
2. Đại tá Chu An Thanh[6], Trưởng phòng Cảnh sát điều tra tội phạm về tham nhũng, kinh tế, buôn lậu
3. Thượng tá Trần Quyết Thắng[7], Trưởng phòng Cảnh sát điều tra tội phạm về ma túy

#### Cơ quan quản lý thi hành án hình sự & Cơ quan quản lý tạm giữ, tạm giam
- Thủ trưởng: Thiếu tướng Nguyễn Hồng Ky, Phó Giám đốc Công an thành phố
- Phó Thủ trưởng thường trực: Trưởng phòng Cảnh sát thi hành án hình sự và hỗ trợ tư pháp

## Cơ cấu tổ chức

### Khối Cơ quan
- Khối An ninh:
  1. Phòng An ninh đối ngoại (PA01)[Ghi chú 1]
  2. Phòng An ninh nội địa (PA02)[8]
  3. Phòng An ninh Chính trị nội bộ (PA03)[Ghi chú 2]
  4. Phòng An ninh kinh tế (PA04)
  5. Phòng An ninh mạng và phòng, chống tội phạm sử dụng công nghệ cao (PA05)[Ghi chú 3]
  6. Phòng Kỹ thuật nghiệp vụ (PA06)
  7. Phòng ngoại tuyến (PA07)
  8. Phòng Quản lý xuất nhập cảnh (PA08)
  9. Phòng An ninh điều tra (PA09)[Ghi chú 4]
  10. Phòng Tình báo (PB01)

- Khối Cảnh sát
  1. Văn phòng Cơ quan Cảnh sát điều tra (PC01)[Ghi chú 5]
  2. Phòng Cảnh sát Cảnh sát điều tra tội phạm về trật tự xã hội (PC02)[Ghi chú 6]
  3. Phòng Cảnh sát điều tra tội phạm về tham nhũng, kinh tế, buôn lậu, môi trường (PC03)
  4. Phòng Cảnh sát điều tra tội phạm về ma túy (PC04)[Ghi chú 7]
  5. Phòng Cảnh sát Quản lý hành chánh về trật tự xã hội (PC06)
  6. Phòng Cảnh Sát PCCC và CNCH (PC07)
  7. Phòng Cảnh sát Giao thông (PC08)[Ghi chú 8]
  8. Phòng Kỹ thuật hình sự (PC09)
  9. Phòng Cảnh sát thi hành án hình sự và hỗ trợ tư pháp (PC10)
  10. Trại tạm giam số 1 (PC11A)
  11. Trại tạm giam số 2 (PC11B)
  12. Phòng Cảnh sát bảo vệ (PK01)
  13. Trung đoàn Cảnh sát cơ động (PK02)
- Khối Hậu cần
  1. Phòng Viễn thông, tin học và Cơ yếu (PH04)
  2. Phòng Tài chính (PH01)
  3. Bệnh viện Công an Thành phố Hà Nội (PH06)
  4. Phòng Hậu cần (PH07)
  5. Câu lạc bộ bóng đá Công an Hà Nội (PH08)
- Khối Xây dựng lực lượng
  1. Phòng Tổ chức cán bộ (PX01)
  2. Trung tâm Bồi dưỡng và huấn luyện nghiệp vụ (PX02)
  3. Phòng Công tác Đảng và Công tác Chính trị (PX03)
  4. Thanh tra Công an thành phố (PX05)
  5. Cơ quan UBKT Đảng ủy Công an Thành phố (PX06)
  6. Ban Chuyên đề An ninh Thủ đô (PX04) (ấn phẩm của Báo Công an nhân dân từ ngày 01/03/2021)
  7. Phòng Tham mưu (PV01)
  8. Phòng Xây dựng phong trào bảo vệ An ninh Tổ quốc (PV05)
  9. Phòng Hồ sơ nghiệp vụ (PV06)[Ghi chú 9]

### Khối Đơn vị trực thuộc
- Các đơn vị công an cấp xã của Hà Nội[9][10][11][12][13][14][15][16][17][18][19][20][21][22][23][24][25][26][27][28][29][30][31]

## Khen thưởng
- Huân chương Sao Vàng  (năm 2010) [32]
- Huân chương Chiến công  hạng Nhất (năm 2021)  [33]
- Anh hùng Lực lượng vũ trang nhân dân  (năm 2015) [24]

## Lãnh đạo qua các thời kỳ

### Giám đốc[34]
| Họ và tên         | Cấp bậc     | Đảm nhiệm từ  | Ghi chú |
| ----------------- | ----------- | ------------- | --- |
| Nguyễn Tuấn Thức  |             | 1946          | Giám đốc Sở Công an Hà Nội đầu tiên |
| Nguyễn Tài        | Đại tá      | 1947          | sau là Thứ trưởng Bộ Công an, Phó Chủ nhiệm Ủy ban Pháp luật Quốc hội                                                                                                  |
| Nguyễn Tạo        |             | 1950–1951     | |
| Nguyễn Tài        | Đại tá      | 1951–1954     | |
| Lê Quốc Thân      |             | 1954–1956     | sau là Thứ trưởng Bộ Nội vụ, Trưởng ban Nội chính Trung ương |
| Trần Vỹ           |             | 1956–1957     | sau là Chủ tịch Ủy ban nhân dân thành phố Hà Nội |
| Lê Văn Quý        |             | 1957–1960     | Quyền Giám đốc |
| Nguyễn Văn Long   |             | 1960–1967     | Ông còn là cháu nội của Nguyễn Thiện Thuật, lãnh tụ khởi nghĩa Bãi Sậy. Ông còn có một người con trai là Nguyễn Văn Hiếu, nguyên Phó Tổng cục trưởng Tổng cục Du lịch. |
| Lê Đình Thảo      |             | 1967–1974     | [ 36 ] |
| Nguyễn Văn Luân   | Thiếu tướng | 1974–1981     | [ 37 ] [ 38 ] |
| Phạm Tâm Long     | Trung tướng | 1981–1988     | sau là Thứ trưởng thường trực Bộ Nội vụ |
| Nguyễn Đình Thành | Đại tá      | 1988–1996     | [ 39 ] [ 40 ] [ 41 ] [ 42 ] [ 43 ] |
| Phạm Chuyên       | Thiếu tướng | 1996–2005     | |
| Nguyễn Đức Nhanh  | Trung tướng | 2005–9.2012   | kiêm Phó Tổng cục trưởng Tổng cục An ninh II (từ 6.2010) |
| Nguyễn Đức Chung  | Thiếu tướng | 9.2012–3.2016 | sau là Chủ tịch Ủy ban nhân dân thành phố Hà Nội |
| Đoàn Duy Khương   | Trung tướng | 3.2016–7.2020 | nguyên Trợ lý Bộ trưởng Bộ Công an |
| Nguyễn Hải Trung  | Trung tướng | 7.2020–2.2025 | nguyên Phó Chủ nhiệm thường trực Ủy ban Kiểm tra Đảng ủy Công an Trung ương, nguyên Giám đốc Công an tỉnh Thanh Hóa                                                    |
| Nguyễn Thanh Tùng | Thiếu tướng | 3.2025–nay    | |

### Phó Giám đốc
| Họ và tên         | Cấp bậc     | Đảm nhiệm từ    | Ghi chú |
| ----------------- | ----------- | --------------- | --- |
| Lê Văn Quý        |             | 1956 - 1960     | |
| Viễn Chi          | Thiếu tướng | 1958 -1961      | sau là Thứ trưởng Bộ Nội Vụ (sau là Bộ Công an)                                                                                      |
| Phạm Bá Khang     | Đại tá      | 1959 - 1968     | sau là Cục trưởng Cục cảnh sát kinh tế Bộ Nội Vụ (sau là Bộ Công an)                                                                 |
| Nguyễn Văn Tề     |             | 1961 - 1968     | tức Trung Nam |
| Nguyễn Việt Dũng  |             | 1961 - 1965     | |
| Lê Nghĩa          | Đại tá      | 1967–5.1990     | Một trong những nhân vật chính của Tiểu thuyết Trinh sát Hà Nội của nhà văn Tôn Ái Nhân.                                             |
| Cao Văn Bắc       | Đại tá      | 1973–1982       | |
| Lê Văn Bích       | Đại tá      | 1978–1985       | Bí danh: Việt Tiến. Nguyên Phó Ty Công an tỉnh Hà Tây, có vợ và con gái bị quân đội Mỹ sát hại trong cuộc tập kích Sơn Tây năm 1970. |
| Phạm Xuân Nhuận   | Đại tá      | 1979–8.1989     | [ 52 ] |
| Trần An           | Đại tá      | 1981–1990       | |
| Bùi Huy Vũ        | Đại tá      | 1981–11.1990    | |
| Nguyễn Văn Tình   | Đại tá      | 1982–1997       | Bí thư Đảng ủy Công an thành phố Hà Nội (1991–1996)                                                                                  |
| Vũ Đình Hoành     | Đại tá      | 10.1982–10.1998 | [ 72 ] [ 73 ] [ 74 ] |
| Nguyễn Thanh Đức  | Đại tá      | 1967–1991       | [ 75 ] [ 76 ] [ 77 ] |
| Tạ Văn Thi        | Đại tá      | 2.1989–1.1995   | [ 78 ] [ 79 ] |
| Nguyễn Chinh      | Đại tá      | 2.1989–3.1997   | |
| Hoàng Trọng Tuế   | Đại tá      | 12.1994–8.2003  | [ 78 ] |
| Đỗ Nghị           | Đại tá      |                 | [ 80 ] |
| Đỗ Kim Tuyến      | Thiếu tướng | 7.1998–12.2009  | sau là Tổng cục phó Tổng cục Cảnh sát kiêm Cục trưởng Cục Cảnh sát hình sự                                                           |
| Đào Trọng Sỹ      | Thiếu tướng | 3.1995–10.2008  | [ 81 ] [ 82 ] |
| Trần Long Xuyên   | Thiếu tướng |                 | [ 83 ] |
| Nguyễn Đức Nghi   | Thiếu tướng | 1.1995–7.2011   | sau là Giám đốc Sở Cảnh sát Phòng cháy chữa cháy thành phố Hà Nội                                                                    |
| Trần Thùy         | Thiếu tướng | 2008–1.2014     | nguyên Phó Giám đốc Công an tỉnh Hà Tây                                                                                              |
| Bạch Thành Định   | Thiếu tướng | –10.2017        | [ 86 ] |
| Lưu Quang Hợi     | Thiếu tướng | –11.2017        | [ 87 ] |
| Phạm Xuân Bình    | Thiếu tướng | –8.2018         | Con trai Trung Tướng Phạm Tâm Long, nguyên Thứ trưởng Bộ Công An.                                                                    |
| Đinh Văn Toản     | Thiếu tướng | 2011–8.2018     | nguyên Trưởng Công an quận Long Biên                                                                                                 |
| Nguyễn Duy Ngọc   | Thiếu tướng | 3.2013–2016     | sau là Trung tướng, Thứ trưởng Bộ Công an                                                                                            |
| Đoàn Ngọc Hùng    | Thiếu tướng | 5.2013–3.2021   | nguyên Trưởng phòng PH07 |
| Đào Thanh Hải     | Thiếu tướng | 6.2014–3.2022   | nguyên Trưởng Công an quận Thanh Xuân                                                                                                |
| Nguyễn Anh Tuấn   | Thiếu tướng | 12.2015–3.2022  | nguyên Trưởng Công an quận Tây Hồ Bị tước quân hàm ngày 3 tháng 4 năm 2023                                                           |
| Nguyễn Văn Viện   | Thiếu tướng | 4.2018–6.2020   | sau là Thiếu tướng, Cục trưởng Cục Cảnh sát điều tra tội phạm về ma túy                                                              |
| Nguyễn Thanh Tùng | Thiếu tướng | 4.2018–3.2025   | nguyên Trưởng Công an quận Bắc Từ Liêm                                                                                               |
| Hoàng Quốc Định   | Thiếu tướng | 9.2018–12.2018  | nguyên Giám đốc Sở Cảnh sát Phòng cháy chữa cháy thành phố                                                                           |
| Nguyễn Tuấn Anh   | Thiếu tướng | 9.2018–8.2019   | sau là Thiếu tướng, Cục trưởng Cục Cảnh sát phòng cháy chữa cháy & cứu nạn cứu hộ                                                    |
| Nguyễn Văn Sơn    | Đại tá      | 9.2018–10.2019  | nguyên Phó Giám đốc Sở Cảnh sát Phòng cháy chữa cháy thành phố                                                                       |
| Nguyễn Hồng Ky    | Thiếu tướng | 5.2020–nay      | nguyên Trưởng Công an huyện Mỹ Đức                                                                                                   |
| Trần Ngọc Dương   | Đại tá      | 8.2019–nay      | nguyên Phó Giám đốc Công an tỉnh Hưng Yên                                                                                            |
| Dương Đức Hải     | Đại tá      | 7.2022–nay      | kiêm chức Chủ tịch Câu lạc bộ bóng đá Công an Hà Nội, nguyên Trưởng phòng PC08                                                       |
| Nguyễn Thanh Hùng | Đại tá      | 7.2022–nay      | nguyên Trưởng phòng PA04 |
| Nguyễn Thành Long | Đại tá      | 7.2022–nay      | nguyên Trưởng Công an quận Nam Từ Liêm                                                                                               |
| Nguyễn Tiến Đạt   | Đại tá      | 1.2025–nay      | |
| Nguyễn Ngọc Quyền | Đại tá      | 1.2025–nay      | |

### Thủ trưởng Cơ quan Cảnh sát điều tra
| Họ và tên         | Cấp bậc     | Đảm nhiệm từ | Ghi chú                                          |
| ----------------- | ----------- | ------------ | ------------------------------------------------ |
| Nguyễn Đức Chung  | Thiếu tướng | 2010–2012    | sau là Chủ tịch Ủy ban nhân dân thành phố Hà Nội |
| Trần Thùy         | Thiếu tướng | 2012–2014    | nguyên Phó Giám đốc Công an tỉnh Hà Tây          |
| Nguyễn Duy Ngọc   | Thiếu tướng | 2014–2016    | sau là Thượng tướng, Thứ trưởng Bộ Công an       |
| Nguyễn Thanh Tùng | Thiếu tướng | 2016–2022    | Phó Giám đốc Công an thành phố Hà Nội            |

### Thủ trưởng Cơ quan An ninh điều tra
| Họ và tên       | Cấp bậc     | Đảm nhiệm từ | Ghi chú                               |
| --------------- | ----------- | ------------ | ------------------------------------- |
| Bạch Thành Định | Thiếu tướng | –2015        |                                       |
| Nguyễn Anh Tuấn | Thiếu tướng | 2015–2022    | Phó Giám đốc Công an thành phố Hà Nội |

### Thủ trưởng Cơ quan quản lý thi hành án hình sự và Cơ quan quản lý tạm giữ, tạm giam
| Họ và tên      | Cấp bậc     | Đảm nhiệm từ | Ghi chú                            |
| -------------- | ----------- | ------------ | ---------------------------------- |
| Nguyễn Hồng Ky | Thiếu tướng | 2020–nay     | nguyên Trưởng Công an huyện Mỹ Đức |

### Giám đốc Sở Cảnh sát Phòng cháy chữa cháy
Năm 2018, Sở Cảnh sát Phòng cháy chữa cháy thành phố Hà Nội được sáp nhập vào Công an thành phố Hà Nội
| Họ và tên       | Cấp bậc     | Đảm nhiệm từ | Ghi chú                                      |
| --------------- | ----------- | ------------ | -------------------------------------------- |
| Nguyễn Đức Nghi | Thiếu tướng | 2011–2015    | nguyên Phó Giám đốc Công an thành phố Hà Nội |
| Hoàng Quốc Định | Thiếu tướng | 2015–2018    | sau là Phó Giám đốc Công an thành phố Hà Nội |